# Wallendorf-Pont
Wallendorf-Pont (en luxemburguès: Wallenduerfer-Breck; en alemany:  Wallendorferbrück) és una vila de la comuna de Reisdorf situada al districte de Diekirch del cantó de Diekirch. Està a uns 31 km de distància de la ciutat de Luxemburg.

## Geografia
La localitat està situada en un meandre (obert cap al sud) del Sauer, un afluent del Mosel·la, que rep les aigües de l'Our al nord-oest de la ciutat i forma la frontera amb Alemanya. Un pont, construït el 1905 al nord de Wallendorf-Pont, permet travessarel Sauer per unir-se amb la localitat alemanya de Wallendorf situada en l'altre costat.